# Croisière cruelle

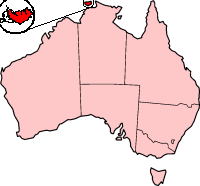
Localização da ilha Bathurst no mapa da Austrália

Croisière cruelle (em francês, «Cruzeiro Cruel») é um livro escrito em 1968 por Henri Bourdens (1923–1987), que retrata a história real de uma desventura vivida por ele e sua esposa em 1967 enquanto faziam uma viagem transoceânica de barco pelo sudeste asiático. Durante a viagem, a embarcação naufragou e eles viveram uma odisseia para sobreviver sozinhos numa ilha aparentemente deserta e desconhecida.
Em 3 de abril de 1967, após mais de três meses longe da civilização, o casal foi finalmente visto e resgatado enquanto tentava escapar da ilha, sendo levado ao hospital de Darwin, Austrália, para tratar a desidratação profunda e as queimaduras solares graves sofridas durante esse confinamento involuntário.

## Os fatos

### Ideia da viagem e naufrágio
Nos últimos dias de dezembro de 1966, o francês Henri Bourdens — um escritor e ex-piloto aéreo — e sua mulher Josée, ambos beirando os cinquenta anos de idade, resolveram que após sua longa viagem à Ásia voltariam à França no iate «Singa Betina», de 15 metros, que haviam adquirido em Singapura semanas antes. Alguns dias após terem se lançado ao mar, a viagem parecia tranquila até que eles constataram que a pane que sobreveio repentinamente no motor era em virtude da entrada de água no combustível que alimentava a embarcação. Isso os deixou por dias à deriva no Mar de Timor, levando posteriormente ao encalhe da embarcação nos recifes de coral da Ilha Bathurst, costa norte da Austrália.
Após ser forçado a desembarcar numa praia inóspita da ilha com alguns víveres e ferramentas, o casal se deu conta de que teria, a partir de então, que travar uma luta pela sobrevivência, período em que ambos seriam observados por crocodilos famintos, veriam dezenas de serpentes venenosas nos arredores e teriam de transpassar pântanos com lama até o peito, além de dormir em ninhos de tartaruga para se abrigar do frio à noite. Durante o último mês do degredo, eles tiveram ainda que viver à base dos poucos mariscos que conseguiram colher, após verem as provisões resgatadas do barco chegar ao fim. A única exceção a essa dieta hipocalórica foi um pequeno wallaby que conseguiram caçar e que mais tarde descreveriam como «a melhor refeição de suas vidas».

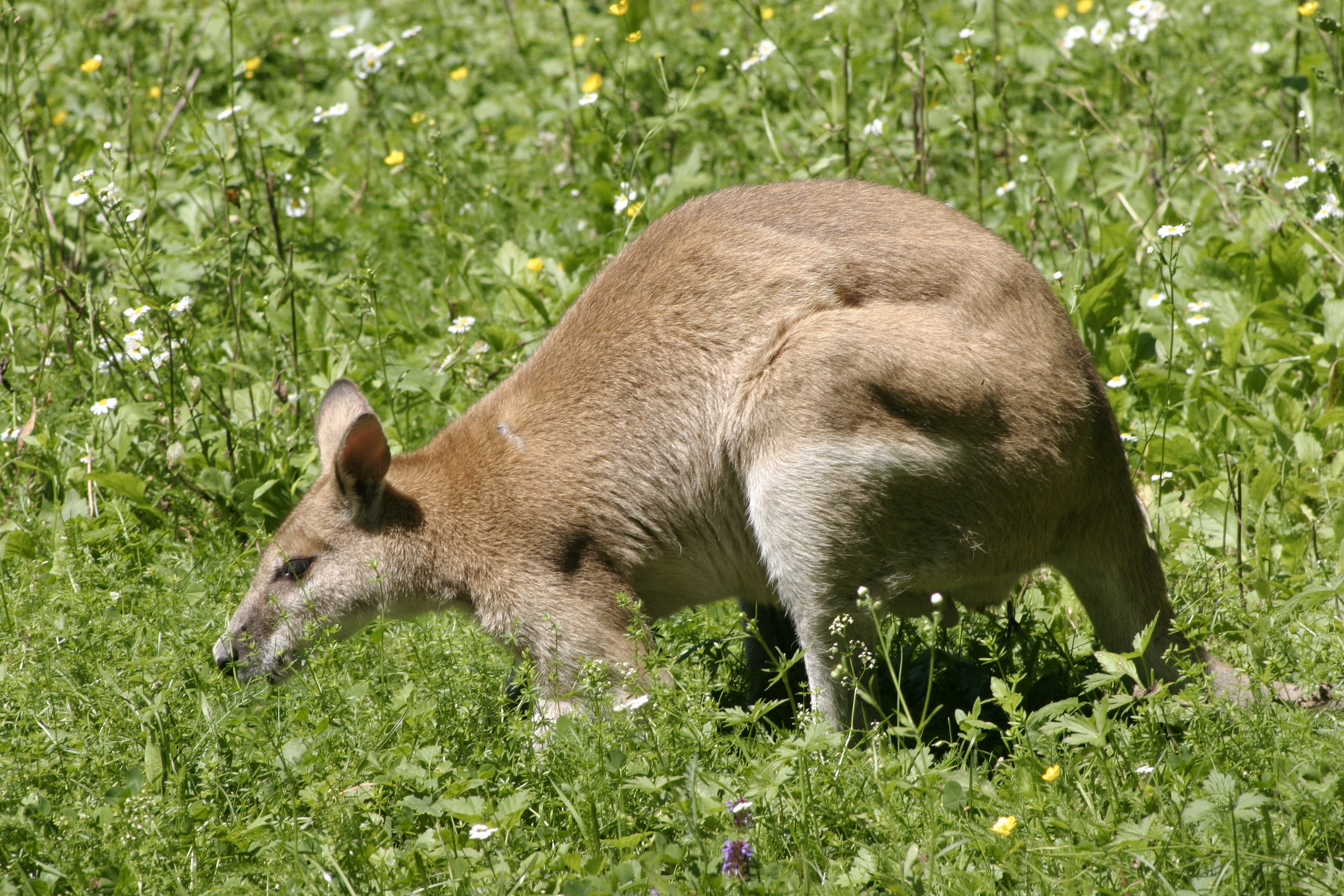
Wallaby, descrito no livro como «a melhor refeição de suas vidas».

Durante os meses que tiveram que passar na ilha, eles nunca viram nenhum sinal de civilização, seja barco ou avião, o que os compeliu a tentar um plano ousado e arriscado de fuga da ilha.

### Fuga e acaso do resgate
Bem certos de que logo morreriam de inanição, decidiram, como último recurso, construir uma rústica embarcação de madeira. Antes de partirem nela, contudo, deixaram na praia uma carta para os filhos na França, para contar o que lhes havia acontecido caso nunca fossem achados. Os Bourdens então se lançaram ao mar com pouquíssimas provisões e durante três dias que tripularam tal balsa improvisada conviveram com água até a cintura quando sentados.
Qualquer possibilidade de resgate já havia sido praticamente descartada, quando, em 1º de abril de 1967, um sábado, eles viram uma embarcação que inicialmente acreditaram se tratar de uma miragem, mas logo decidiram acender um sinalizador pra chamar a atenção da tripulação, a qual resolveu investigar após alguns minutos de dúvida sobre de que se tratava. A embarcação era o barco a velas Betty Jane, que estava em direção a Darwin, no Território do Norte.
Durante o período de recuperação no hospital em Darwin, já sem risco de morte pela desidratação e queimaduras solares sérias, o casal descreveu a experiência como «um gostinho do que é viver no inferno». Nesse período de recuperação, eles foram informados de que por todo o tempo estiveram a 65 quilômetros de uma missão católica que se localizava do lado oposto da inóspita ilha.